# Mammillaria wiesingeri
Mammillaria wiesingeri är en kaktusväxtart som beskrevs av Boed. Mammillaria wiesingeri ingår i släktet Mammillaria och familjen kaktusväxter.

## Underarter
Arten delas in i följande underarter:
- M. w. apamensis
- M. w. wiesingeri

## Bildgalleri

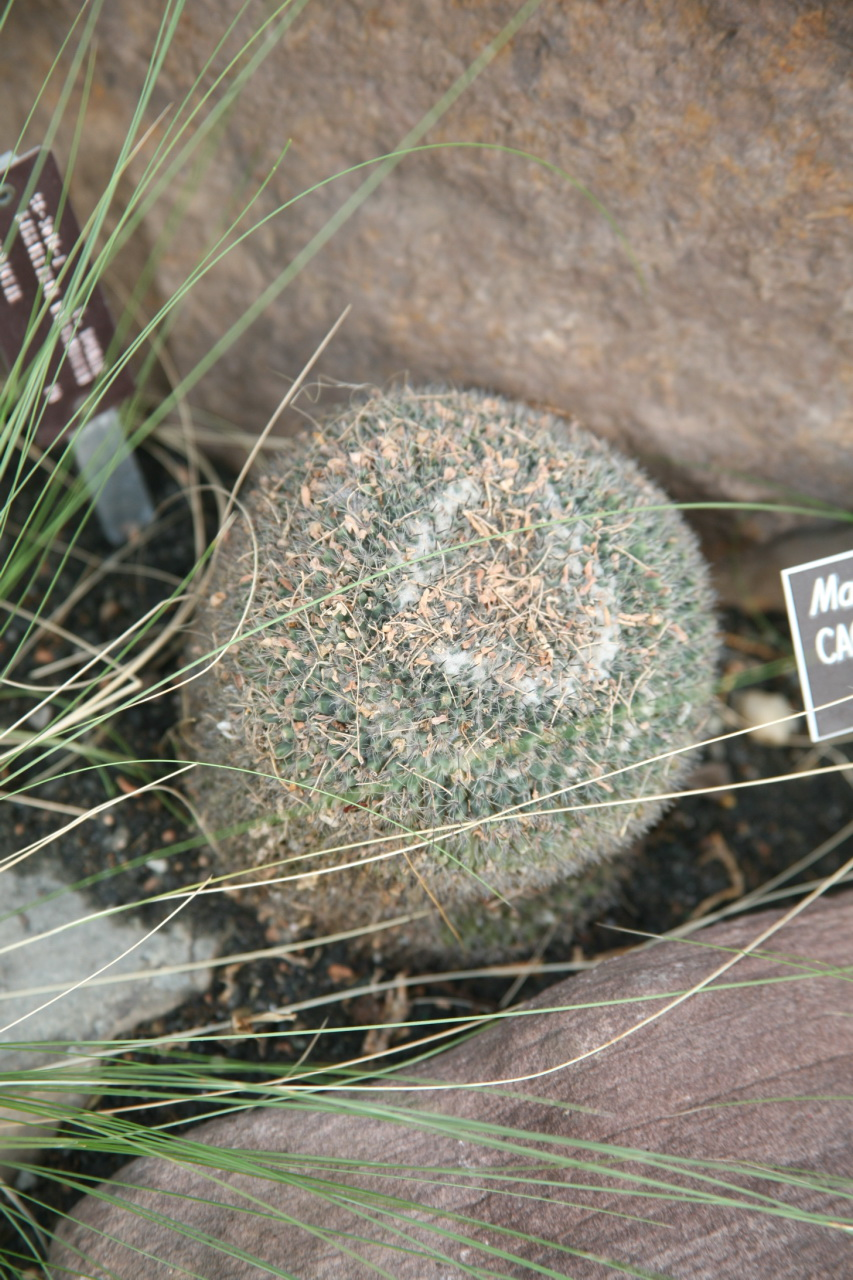
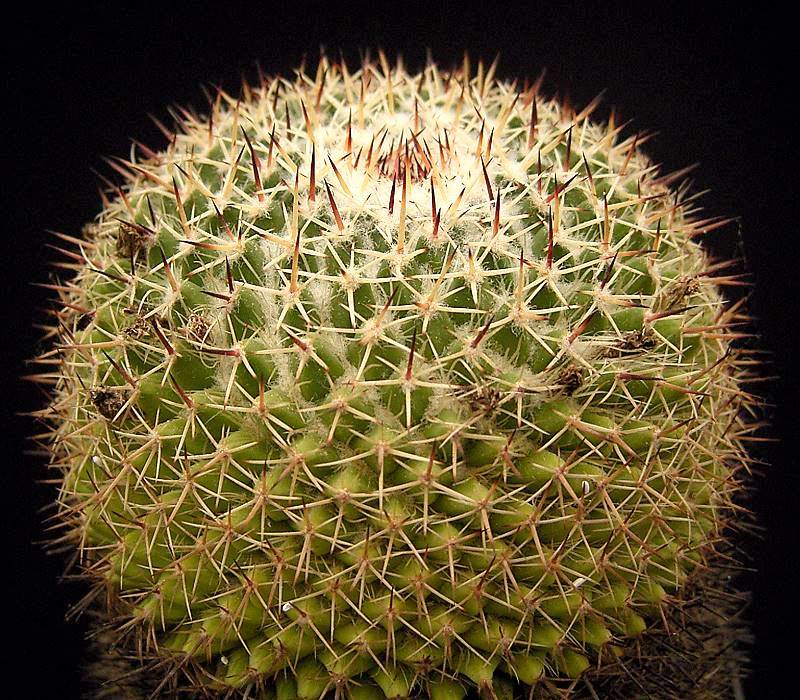
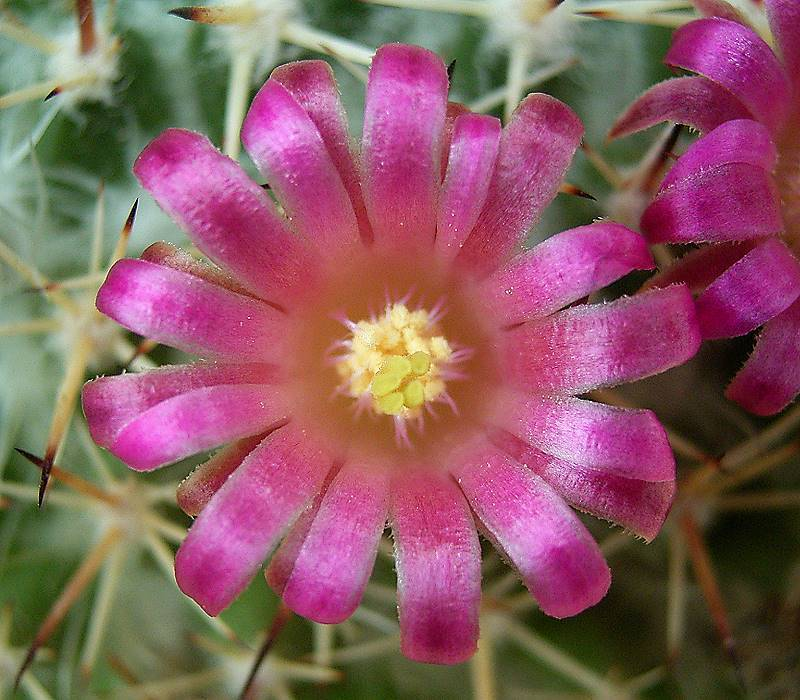
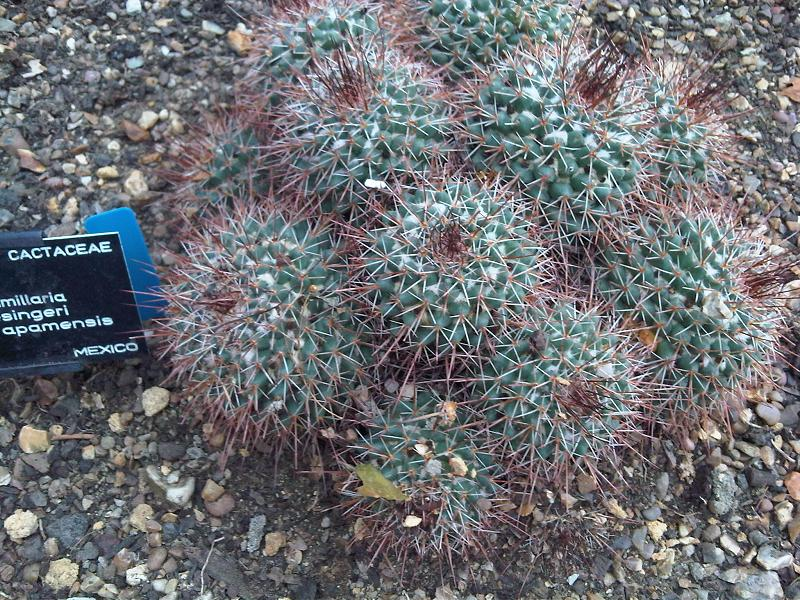
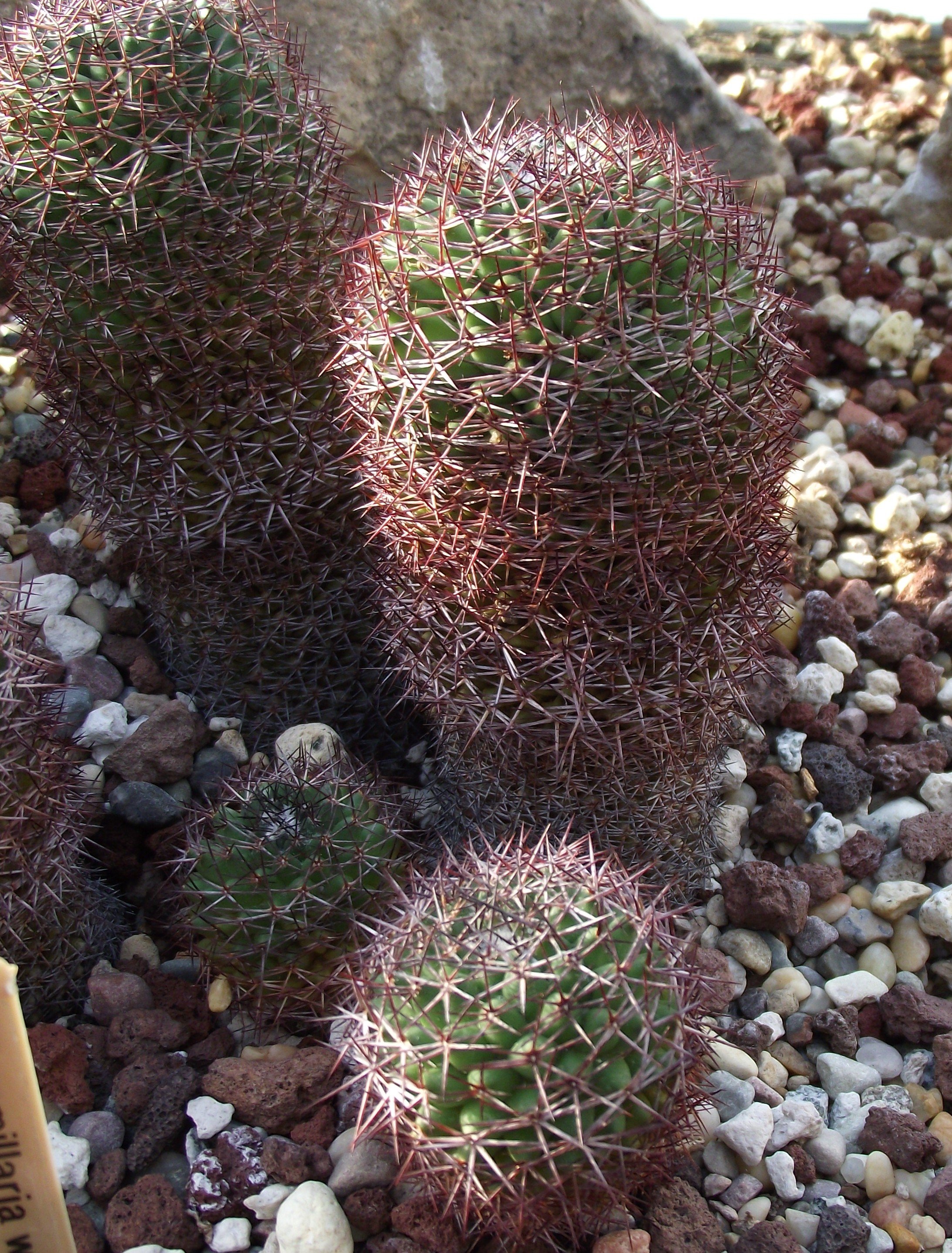